# Rithy Panh
Rithy Panh (Nom Pen, 18 de abril de 1964) es un director de cine camboyano y también uno de los documentalistas más activos en torno a la temática de la historia de lo que fue Kampuchea Democrática. Conmovido como muchos camboyanos por los acontecimientos dramáticos que vivió el país entre 1975 y 1979, Panh ha llevado al cine varias obras cinematográficas de reconocido nombre y validez profesional. Una de sus últimas y que obtuvo un amplio reconocimiento internacional, fue S-21:La máquina de matar de los jemeres rojos (2003) que ganó ese mismo año el Festival Internacional de Chicago al mejor documental, así como reconocimientos en el Festival de Cine de Cannes y el Festival de Cine de Nueva York. En 2009 recibió el premio FIAF.

## Biografía
El director Rithy Panh nació el 18 de abril de 1964 en Nom Pen, Camboya. Su infancia la vivió en un tiempo de gran convulsión política para su país: en 1970 Camboya se ve involucrada en la Guerra de Vietnam después del golpe de Estado que el general Lon Nol hizo al príncipe Norodom Sihanouk y desató la guerra. En 1975 los victoriosos jemeres rojos fundan Kampuchea Democrática, evacuan los centros poblados y declaran a la gente de la ciudad "enemigos políticos". Las familias son dispersadas y Panh, de once años, fue internado en un "campo de rehabilitación", uno de los sistemas de reeducación que se aplicaban a los muchachos que habían crecido en las ciudades para "rehabilitarlos de los vicios de la burguesía". Toda su familia pereció en las largas caminatas que los jemeres rojos obligaron a hacer a los habitantes de las ciudades. La invasión vietnamita de enero de 1979 le dio la oportunidad al joven Panh de escapar y llegó a los campos de refugiados de Mairut, (Tailandia) con 15 años. Como muchos menores de edad que estaban solos, el muchacho fue acogido en Francia y llegó a París en 1980. Fue allí en donde hizo sus estudios de cine en la Escuela Nacional de Cine de Francia. Con su primer documental "Site II" ganó el "Grand Prix du Documentaire" en el Festival de Amiens. Desde entonces, ha dedicado sus creaciones cinematográficas a la temática histórica de la Kampuchea Democrática y sus consecuencias en Camboya de hoy, convirtiendo sus películas en documentos de primera mano acerca del tema. 

## Sus obras más destacadas
Del director Rithy Panh es posible destacar los siguientes trabajos:

### La gente del arrozal
La gente del arrozal (The Rice People) de 1994 muestra el drama de una familia camboyana que tiene que luchar por la subsistencia en la era post-jemeres rojos. La película fue dada a conocer en el Festival de Cine de Cannes de ese año.

### La tierra de las ánimas errantes
La tierra de las ánimas errantes (The Land of Wandering Souls) del 2000 muestra la lucha de una familia por la supervivencia en un país que empieza a entrar en la vida moderna.

### S-21: La máquina de matar de los jemeres rojos
S-21: La máquina de matar de los jemeres rojos (S-21: The Khmer Rouge Killing Machine) del 2003 es uno de los trabajos cinematográficos más aclamados del director Pahn. En este se reúne con otro notable artista, el pintor Vann Nath, uno de los pocos sobrevivientes de la prisión S-21. El gran mérito de la película es que Panh reunió a antiguos guardias de la prisión, quienes aceptaron hablar del difícil tema. La película ganó el premio al mejor documental cinematográfico del Festival Internacional de Cine de Chicago.

### El teatro incendiado
El teatro incendiado (The Burnt Theater) de 2005 narra la vida de un grupo de personas que viven en los restos del Teatro Suramet de Nom Pen que se incendió en 1994 y nunca más fue reconstruido.

### El papel no puede envolver la brasa
El papel no puede envolver la brasa (Le papier ne peut pas envelopper la braise) de 2007 se centra en la vida de 13 prostitutas menores de 20 años que viven en un edificio de Nom Pen. Rithy Panh sigue explorando aquí las heridas de un pueblo mutilado por el genocidio perpetrado por los jemeres rojos hace treinta años, e intenta luchar contra la amnesia que aqueja al país. Entre otros galardones, obtuvo el reconocimiento al mejor documental en los Premios del Cine Europeo de 2007.

## Lista de películas
- Sitio II, 1989.
- Cine de nuestro tiempo: Souleymane Cissé, 1990, de la Televisión de Francia.
- Camboya: entre la guerra y la paz, 1991.
- La gente del arrozal, 1994.
- Bophana: una tragedia camboyana, 1996.
- Una tarde después de la guerra, 1998.
- La tierra de las ánimas errantes, 2000.
- S-21:La máquina de matar de los jemeres rojos, 2003.
- La gente de Angkor, 2003.
- El teatro incendiado, 2005.
- El papel no puede envolver la brasa, 2007.
- Un barrage contre le Pacifique, 2008.
- La imagen perdida (L'image manquante), 2013.
- La France est notre patrie, 2015.
- Exile, 2016.
- Les tombeaux sans noms, 2018.
- Camboya, 1978; 2024.

## Premios y nominaciones
Premios Óscar
| Año  | Categoría                                       | Trabajo nominado  | Resultado |
| ---- | ----------------------------------------------- | ----------------- | --------- |
| 2014 | Mejor película extranjera (de habla no inglesa) | La imagen perdida | Nominado  |

Festival Internacional de Cine de Cannes
| Año  | Categoría                | Trabajo nominado  | Resultado |
| ---- | ------------------------ | ----------------- | --------- |
| 2013 | Premio Un Certain Regard | La imagen perdida | Ganador   |